# Commando Libya
Commando Libya (vollst. Name: Code Word Blizzard: Commando Libya Part I) ist ein von Robert Pfitzner programmiertes Shoot-’em-up-Computerspiel für den C64 aus dem Jahre 1986. Das Spiel war in Deutschland seit dem 26. Mai 1987 durch die  BPjS indiziert (BAnz. Nr. 40). Am 27. April 2012 wurde es von der BPjM als nicht jugendgefährdend eingestuft.
Trotz seines geringen kommerziellen Erfolges ist das Spiel bis heute in Spielerkreisen noch sehr bekannt, das liegt hauptsächlich an der für damalige Verhältnisse extremen Gewaltdarstellung im Spiel. Neben der ursprünglichen C64-Version existieren inzwischen auch Versionen, welche in einem Webbrowser gespielt werden können.

## Spielprinzip
Das Spielprinzip ähnelt dem Klassiker Paratrooper bzw. dem von Moorhuhn: Der Spieler „bedient“ in Commando Libya  ein stationäres Maschinengewehr, welches sich am unteren Bildschirmrand in der Mitte befindet. Darüber befindet sich ein Schlachtfeld, auf dem feindliche Soldaten versuchen von einem Ende des Bildschirms zum anderen zu gelangen. Der Spieler muss diese Figuren abschießen, wofür er Punkte bekommt. Gelegentlich fallen vom oberen Bildschirmrand Bomben auf die Stellung des Spielers, welche ebenfalls abgeschossen werden müssen. Gelingt dies nicht, ist das Spiel zu Ende. Das Spiel endet ebenfalls, wenn zu viele Soldaten die andere Seite des Schlachtfeldes erreicht haben.
Das Spiel ist in verschiedene Abschnitte aufgeteilt, bei jedem neuen Abschnitt erhöht sich die Laufgeschwindigkeit der Feinde sowie die Fallgeschwindigkeit der Bomben, wodurch der Schwierigkeitsgrad ansteigt.

## Gewaltdarstellung
In den auf jeden Spielabschnitt folgenden Bonusleveln muss der Spieler eine Reihe von an die Wand gestellten, wehrlosen Gegnern erschießen, wofür er Bonuspunkte bekommt. Das Programm kommentiert diese Szene mit einer eingeblendeten Textzeile (z. B. „They’re only Lybians“ oder „That were Ghadaffi’s children“).
Erreicht der Spieler eine gewisse Punktzahl, darf er seinen Namen nach dem Spielende in die Highscoreliste eintragen. Dies geschieht, indem er seine Initialen auf den Oberkörper eines Gefangenen schreibt, der anschließend mittels Guillotine enthauptet wird.